# Tana French
Tana French, född 1973, är en irländsk/amerikansk deckarförfattare.

## Biografi
French växte upp i Irland, Italien, USA och Malawi. Som sjuttonåring återvände hon till Irland och Dublin, där hon sedan dess är bosatt.
Hon debuterande 2007 med den prisbelönta kriminalromanen In the Woods, som ett år senare kom i svensk översättning med titel Till skogs. Debutboken har sålts till 23 länder, och i Storbritannien har den sålt mer än 140 000 exemplar. Boken belönades 2008 med det amerikanska Edgarpriset som det bästa amerikanska debutverket.